# Черниш Іван Святославович
Іван Святославович Черниш (1 грудня 1951, Глинівці — 20 червня 2020, Київ) — заслужений художник України, член Національної Спілки художників України, член президії Українського Фонду Культури, доцент Національно-Авіаційного Університету, доцент Національного технічного університету України. Учасник багатьох національних і 35 персональних виставок. Роботи знаходяться у музеях України та за кордоном.

## Мистецька діяльність

Могила Івана Черниша, Байкове кладовище

Портретист, пейзажист, майстер жанрової картини, майстер монументального та станкового живопису. Використовував техніку: розпис, вітраж, мозаїка, скульптурний барельєф, сграфіто.
В портретній галереї художника втілені образи: Т. Шевченка, А. Малишка, В.Симоненка, М.Луківа, Б. Олійника, В. Сингаївського, кіноактора Б. Брондукова., «О.Бальзак вінчається з Є.Ганською» Пейзажі: «Володимирський собор», «Андріївський узвіз», «Нічний поділ», «Біля золотих воріт», «Перед грозою», «В рідних краях», «Дитинство», «Роздуми художника», «За селом»,  «Мальви», «На Полтавщині», «Осінь», «На околиці», «Соняшники». «Спогади», «Світла ніч», «Золота осінь», «Мама».
Помер на 69-му році життя 20 червня 2020 року. Похований на Байковому кладовищі (ділянка № 33, 50°25′3.08″ пн. ш. 30°30′8.08″ сх. д. / 50.4175222° пн. ш. 30.5022444° сх. д.).

## Педагогічна діяльність
- керівник гуртка та студії образотворчого мистецтва,
- директор дитячої художньої школи № 1 м. Києва
- директор-засновник дитячої картинної галереї Києва
- викладач живопису та малюнка Київського художньо-промислового технікуму
- доцент Національного Авіаційного Університету
- доцент Національного політехнічного університету України

## Громадська діяльність
- член Всеукраїнської мистецької ради Українського Фонду Культури
- член опікунської ради програми «Нові імена України»

## Нагороди
- орден «За заслуги» 3 ступеня (Почесна відзнака Президента України)
- грамота Верховної Ради України «За заслуги перед українським народом»
- лауреат міжнародної літературно-мистецької премії ім. Григорія Сковороди
- лауреат міжнародної літературно-мистецької премії ім. Володимира Винниченка
- лауреат міжнародної літературно-мистецької премії ім. Миколи Сингаївського
- лауреат міжнародної літературно-мистецької премії ім. Нечуя-Левицького